# 순례 (대중문화)

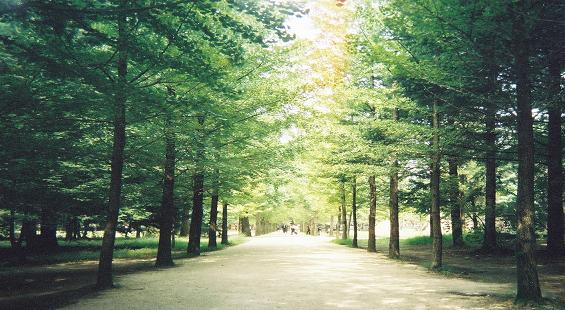
《겨울연가》의 배경지로 잘 열려진 남이섬은 순례 장소 중 하나이다.

순례(巡禮)는 소설, 영화, 만화, 애니메이션, 음악 등의 대중문화와 관련한 장소를 여행하는 행위를 말한다.

## 같이 보기
- 오타쿠
- 와시노미야 신사
- 콘텐츠 투어리즘
- 여행